# Вальтинг
Вальтинг (нем. Walting) — община в Германии, в земле Бавария.
Подчиняется административному округу Верхняя Бавария. Входит в состав района Айхштетт. Подчиняется управлению Айхштетт. Население составляет 2366 человек (на 31 декабря 2010 года). Занимает площадь 39,77 км².
Коммуна подразделяется на 7 сельских округов.

## Население
По оценке на 31 декабря 2015 года население общины Вальтинг составляет 2328 чел. 

| Дата      | 1840 | 1871 | 1900 | 1925 | 1939 | 1950 | 1961 | 1970 | 1987 | 2011 |
| --------- | ---- | ---- | ---- | ---- | ---- | ---- | ---- | ---- | ---- | ---- |
| Население | 1248 | 1248 | 1213 | 1228 | 1288 | 1706 | 1477 | 1595 | 1888 | 2287 |

| Год       | 1960 | 1970 | 1980 | 1990 | 2000 | 2009 | 2010 | 2011 | 2012 | 2013 | 2014 | 2015 |
| --------- | ---- | ---- | ---- | ---- | ---- | ---- | ---- | ---- | ---- | ---- | ---- | ---- |
| Население | 1446 | 1577 | 1788 | 2037 | 2384 | 2381 | 2366 | 2290 | 2288 | 2326 | 2316 | 2328 |